# مستشفى سانت مونغو للأمراض والإصابات السحرية
مستشفى سانت مونغو للأمراض والإصابات السحرية هو مستشفى في سلسلة أفلام هاري بوتر أسسها الحكيم مونغو بونهام وتقع في لندن. تحتوي على ست طوابق، والأشخاص الذين يعملون بها يسمون «حكماء» (بالإنجليزية: Healers)‏.

## أشهر الشخصيات التي دخلت المشفى
| الشخصية               | السبب                                                                                          |
| --------------------- | ---------------------------------------------------------------------------------------------- |
| آرثر ويزلي            | عندما عضته أفعى فولدمورت، ناجيني، في هاري بوتر وجماعة العنقاء                                  |
| ماكغونغال             | عندما تم صعقها بأكثر من تعويذة صعق بينما كانت تحاول مساعدة هاغريد، في هاري بوتر وجماعة العنقاء |
| فرانك وأليس لونغبوتوم | عذبا حتى الجنون من قبل أكلة الموت وبقيا في سانت مونغو من حينها                                 |
| جيلدوروي لوكهارت      | ارتداد تعويذة فقدان الذاكرة عليه في هاري بوتر وحجرة الأسرار                                    |